# Cherbela Grande
Cherbela Grande, Cherbella Grande, Karbella o Gerbino (in croato: Krbela Vela) è un isolotto disabitato della Croazia, situato di fronte alla costa dalmata, a sud di Sebenico e dell'isola di Crappano; fa parte dell'arcipelago di Sebenico. Amministrativamente appartiene alla città di Sebenico, nella regione di Sebenico e Tenin.

## Geografia
Cherbela Grande si trova nella parte meridionale del canale di Sebenico (Šibenski kanal), a nord della penisola di Monte Acuto (Oštrica), tra punta di Sebenicovecchio (Vela Oštrica), da cui dista 680 m, e punta Acuta (Mala Oštrica); si trova inoltre 1 km a sud di Crappano. L'isola, che ha una forma irregolare, è tra le più orientali dell'arcipelago di Sebenico e ha un piccolo faro a sud-est. La sua superficie è di 0,156 km², lo sviluppo costiero di 2,17 km e l'altezza massima di 18 m.
A ovest, a circa 310 m, si trova l'isolotto Cherbela Piccola o Cherbella piccola (Krbela Mala), che ha la forma di una goccia rovesciata, una superficie di 0,046 km², uno sviluppo costiero di 1,09 km e un'altezza massima di 17 m 43°39′38″N 15°54′13″E.

## Isole adiacenti
- Drevenico (Drvenik), a ovest-nord-ovest.
- Rachitta[4][12] (Rakitan), isolotto 1,1 km[2] a ovest di Cherbela Piccola; ha una superficie di 0,115 km²[1], uno sviluppo costiero di 1,33 km[1] e l'altezza massima di 29 m[2] 43°39′38″N 15°53′11″E.
- Rotondo (Oblik), 660 m a ovest di Cherbela Grande.

### Cartografia
- (HR) Mappa topografica della Croazia 1:25000, su preglednik.arkod.hr. URL consultato il 1º gennaio 2017.
- G. Giani, Carta prospettiva delle Comuni censuarie della Dalmazia, foglio 6, 1839. Fondo Miscellanea cartografica catastale, Archivio di Stato di Trieste.
- Carta di cabottaggio del mare Adriatico, foglio VII, Milano, Istituto geografico militare, 1822-1824. URL consultato il 22 dicembre 2016 (archiviato dall'url originale il 13 aprile 2013).